# Train de nuit - Chanel No 5
Pour les articles homonymes, voir Train de nuit (homonymie) et Numéro cinq.
Pour plus de détails, voir Fiche technique et Distribution.
Train de nuit - Chanel No 5 est un court métrage publicitaire réalisé en 2009 par Jean-Pierre Jeunet pour No 5, le parfum de Chanel. Il met en scène Coco Chanel, incarnée par Audrey Tautou, à bord de l'Orient-Express.

## Histoire

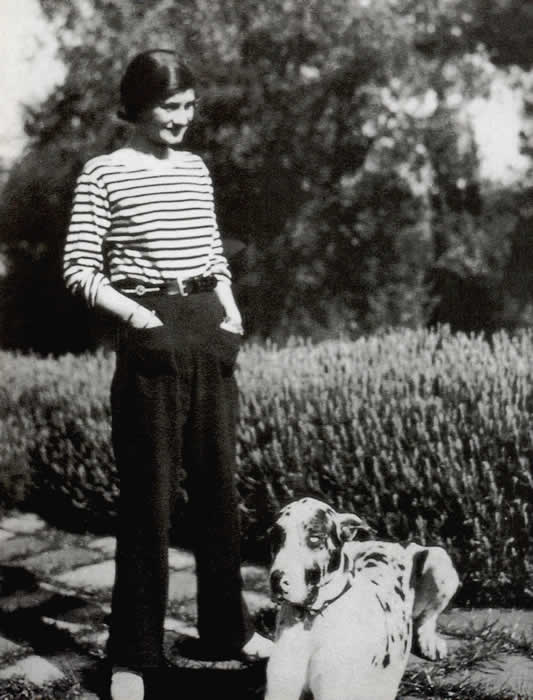
Coco Chanel en 1928.

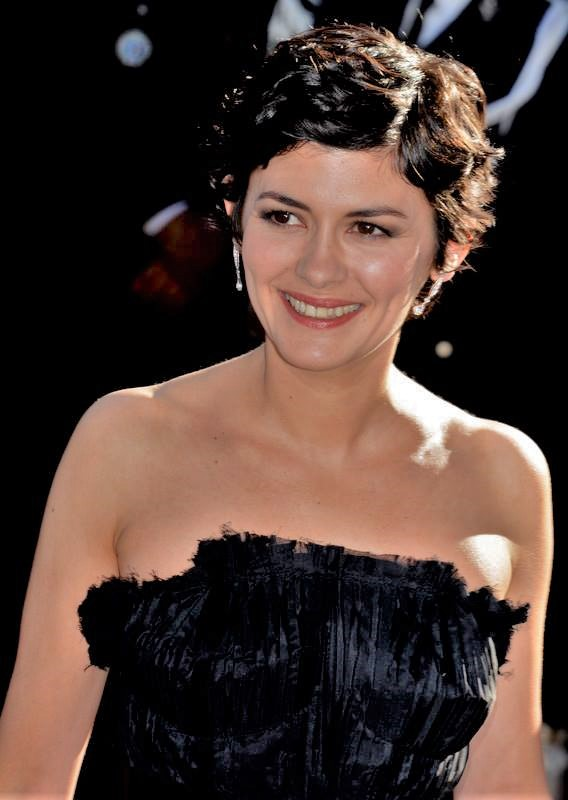
Audrey Tautou en 2013.

En 2008, Audrey Tautou incarne avec succès la célèbre grande couturière Coco Chanel (1883-1971) pour son film biographique Coco avant Chanel d'Anne Fontaine, sorti en avril 2009.
La même année, le réalisateur-scénariste Jean-Pierre Jeunet réalise ce court métrage publicitaire Train de nuit - Chanel No 5, avec son actrice fétiche. C'est leur troisième réalisation commune, après Le Fabuleux Destin d'Amélie Poulain en 2001, et Un long dimanche de fiançailles en 2004.
Train de nuit - Chanel No 5 est présenté sur chaneln5.com le 5 mai 2009 (5e jour du 5e mois de l'année, pour le 88e anniversaire de la première diffusion commerciale du parfum le 5 mai 1921) puis à la télévision et au cinéma sous trois versions de 60, 45 et 30 secondes,.
Ce film publicitaire, associé à la campagne photo de la photographe Dominique Issermann, révèle la nouvelle ambassadrice-égérie mondiale d'un des plus célèbres parfums du monde (après entre autres Coco Chanel, Marilyn Monroe, Catherine Deneuve, Carole Bouquet, Nicole Kidman, et Vanessa Paradis, et avant Brad Pitt, Lily-Rose Depp, ou Gisele Bündchen).

## Synopsis
Une jeune femme silencieuse, à l'allure élégante de mademoiselle Coco Chanel, voyage seule à travers l'Europe dans un décor raffiné et intemporel de style années 1900, à bord de l'Orient-Express, le célèbre train de nuit au luxe légendaire reliant Paris à Istanbul. Son charme et son parfum glamour Chanel No 5 envoûte et hypnotise comme par magie un mystérieux et séduisant jeune homme (le mannequin Travis Davenport) pour qui elle ressent un coup de foudre réciproque. S'ensuit un long chassé-croisé amoureux, séducteur, romanesque, et fantasmatique, tout au long de leur voyage, jusque sur leurs bateaux de la baie du Bosphore, le détroit d'Istanbul.
Leurs destins finissent par s'enlacer amoureusement comme dans un rêve enchanteur, grâce à l'alchimie du parfum, dans le grand hall de la gare d'Istanbul. Au sol, une mosaïque Chanel, et en fond sonore, I'm a Fool to Want You (litt.« je suis folle de te vouloir »), le célèbre standard de jazz ici interprété par la chanteuse Billie Holiday dans son album Lady in Satin de 1958. Le film s'achève sur le packshot d'un flacon de No 5, sur les paroles « I love you ».

## Décors
L'ambiance et le décor rétro intemporel sont en partie inspirés de l'important succès du film Le Fabuleux Destin d'Amélie Poulain de 2001, de Jean-Pierre Jeunet. À défaut de la gare de Lyon à Paris, et de la gare de Sirkeci à Istanbul, le film est tourné dans la gare de Limoges, la gare de Nice, et la gare de Haydarpaşa à Istanbul, au bord du Bosphore, sur la Côte d'Azur, et à bord du train Venise-Simplon-Orient-Express. 